# ريتشارد أوبراين (كاتب)
ريتشارد أوبراين (بالإنجليزية: Richard O'Brien)‏ هو كاتب بريطاني، ولد في 19 نوفمبر 1950.